# Rima Kaszafutdinowa
Rima Ilfatowna Kaszafutdinowa (ros. Рима Ильфатовна Кашафутдинова; ur. 24 lipca 1995 w Sätbajewie) – kazachska lekkoatletka, sprinterka, złota i srebrna medalistka mistrzostw Azji, olimpijka z Rio de Janeiro.

## Przebieg kariery
W zawodach międzynarodowych zadebiutowała w 2011 roku, startując w mistrzostwach świata juniorów młodszych w Lille. Na tych mistrzostwach nie osiągnęła żadnych sukcesów. Rok później wystąpiła w mistrzostwach Azji juniorów, gdzie zdołała zająć 4. pozycję w konkursie biegu na 100 m.
Uczestniczyła w letnich igrzyskach olimpijskich w Rio de Janeiro, w ramach których wystąpiła w dwóch konkurencjach. W biegu na 100 m odpadła w pierwszej rundzie, zajmując w swej kolejce 7. pozycję z czasem 11,84, natomiast w sztafecie 4 × 100 m kazachskie lekkoatletki zostały zdyskwalifikowane w eliminacjach.
W 2017 roku została mistrzynią Azji w sztafecie 4 × 100 m, a także uczestniczką mistrzostw świata w Londynie. W ramach mistrzostw świata uczestniczyła w konkurencji sztafety 4 × 100 m, ale kazachska sztafeta z jej udziałem zajęła w eliminacjach 6. pozycję i odpadła z dalszej rywalizacji. W 2018 brała udział w igrzyskach azjatyckich, gdzie wystąpiła w konkurencji sztafety 4 × 100 m – brała tu udział jedynie w eliminacjach, ale razem z koleżankami z kadry zdobyła brązowy medal. Rok później zdobyła drugi medal mistrzostw Azji, tym razem srebrny w sztafecie 4 × 100 m oraz brała udział w mistrzostwach świata w Dosze, na których wystąpiła w konkurencji sztafety 4 × 100 m i zajęła razem z koleżankami z kadry 5. pozycję w eliminacjach.
W karierze zdobyła jeden tytuł mistrzyni kraju (2016) oraz pięć tytułów halowej mistrzyni kraju (w latach 2018-2022).

## Osiągnięcia
| Rok     | Zawody                      | Miasto         | Miejsce | Konkurencja        | Wynik |
| ------- | --------------------------- | -------------- | ------- | ------------------ | ----- |
| 2012    | Mistrzostwa Azji juniorów   | Kolombo        | 4.      | bieg na 100 m      | 12,19 |
| 2014    | Mistrzostwa Azji juniorów   | Tajpej         | 8.      | bieg na 100 m      | 12,00 |
| 2014    | Mistrzostwa Azji juniorów   | Tajpej         | 6.      | bieg na 200 m      | 24,64 |
| 2016    | Halowe mistrzostwa Azji     | Doha           | 7.      | bieg na 60 m       | 7,50  |
| 2016    | Letnie igrzyska olimpijskie | Rio de Janeiro | 7. H    | bieg na 100 m      | 11,84 |
| 2016    | Letnie igrzyska olimpijskie | Rio de Janeiro | DSQ H   | sztafeta 4 × 100 m | N/A   |
| 2017    | Mistrzostwa Azji            | Bhubaneswar    | 1.      | sztafeta 4 × 100 m | 43,53 |
| 2017    | Mistrzostwa świata          | Londyn         | 6. H    | sztafeta 4 × 100 m | 45,47 |
| 2017    | Uniwersjada                 | Tajpej         | DSQ     | sztafeta 4 × 100 m | N/A   |
| 2018    | Halowe mistrzostwa Azji     | Teheran        | 5.      | bieg na 60 m       | 7,50  |
| 2018    | Igrzyska azjatyckie         | Dżakarta       | 3.      | sztafeta 4 × 100 m | 43,82 |
| 2019    | Mistrzostwa Azji            | Doha           | 2.      | sztafeta 4 × 100 m | 43,36 |
| 2019    | Uniwersjada                 | Neapol         | 5. H    | bieg na 100 m      | 12,05 |
| 2019    | Mistrzostwa świata          | Doha           | 5. H    | sztafeta 4 × 100 m | 43,79 |
| Źródło: |                             |                |         |                    |       |

## Rekordy życiowe
(stan na 13 marca 2022)
- bieg na 100 m – 11,31 (25 czerwca 2016, Ałmaty)
- bieg na 200 m – 23,76 (13 czerwca 2017, Ałmaty)
- bieg na 100 m przez płotki – 14,99 (16 czerwca 2013, Ałmaty)
- sztafeta 4 × 100 m – 42,92 (4 lipca 2016, Ałmaty)

Halowe
- bieg na 60 m – 7,38 (18 lutego 2017, Ust-Kamienogorsk)
- bieg na 200 m – 25,32 (7 lutego 2015, Ust-Kamienogorsk)

Źródło: 